# Тони Ло Бјанко
Ентони „Тони” Ло Бјанко (енгл. Anthony "Tony" LoBianco; Бруклин, 19. октобра 1936 — Мериленд, 11. јун 2024) био је амерички позоришни, филмски и ТВ глумац.
Ло Бјанко се појавио у филмовима Француска веза, Поротник, Убити Ирца, Никсон, Врелина велеграда, Ф.И.С.Т. и многим другим.